# Cyanistes cyanus

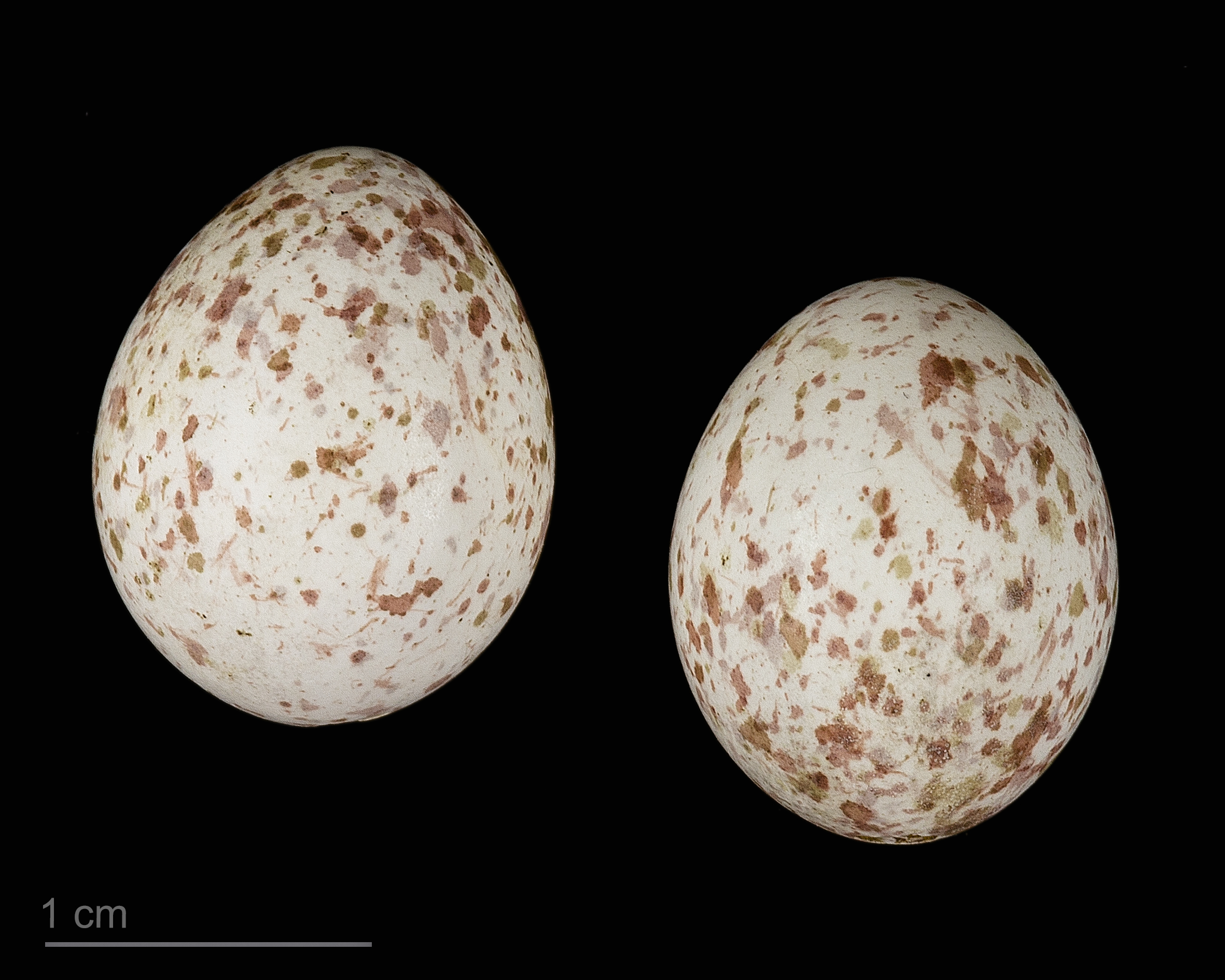
Cyanistes cyanus cyanus

Cyanistes cyanus là một loài chim trong họ Paridae.